# Steeven Langil
Steeven Langil (ur. 4 marca 1988 w Fort-de-France) – martynikański piłkarz francuskiego pochodzenia występujący na pozycji pomocnika oraz w reprezentacji Martyniki. Uczestnik Złotego Pucharu CONCACAF 2017.

## Kariera klubowa
Karierę piłkarską rozpoczął w Nîmes Olympique. W latach 2006–2007 grał w tym zespole w trzeciej lidze francuskiej. W 2007 odszedł do AJ Auxerre i przez kolejny sezon występował w rezerwach tego klubu. W 2008 awansował do kadry pierwszej drużyny Auxerre i 19 października 2008 zadebiutował w Ligue 1 w zremisowanym 0:0 domowym spotkaniu ze Stade Rennes. W sezonie 2008/2009 rozegrał 13 spotkań, a latem 2009 został wypożyczony do drugoligowego SM Caen, w którym po raz pierwszy wystąpił 10 sierpnia 2009 w meczu z FC Nantes (1:0). W barwach Caen strzelił 9 goli i przyczynił się do awansu klubu do Ligue 1. Latem 2010 powrócił z wypożyczenia i ponownie został zawodnikiem Auxerre.
W sezonie 2010/2011 Langil był wypożyczony do Valenciennes FC, a w sezonie 2011/2012 przebywał na wypożyczeniu w CS Sedan. W sezonie 2012/2013 ponownie grał w Auxerre. Z kolei w sezonie 2013/2014 był piłkarzem EA Guingamp. W 2014 przeszedł do belgijskiego Royal Mouscron-Péruwelz. 26 lipca 2016 podpisał trzyletni kontrakt z Legią Warszawa.
18 września 2016 w meczu ligowym przeciwko Zagłębiu Lubin strzelił pierwszą bramkę dla Legii, wyrównując stan meczu na 2:2 (warszawska drużyna przegrała 2:3). W styczniu 2017 został wypożyczony do końca sezonu do Waasland-Beveren. W sierpniu 2017 rozwiązał kontrakt z Legią za porozumieniem stron.

## Sukcesy

### Guingamp
- Puchar Francji: 2013/2014

### Legia Warszawa
- Mistrzostwo Polski: 2016/2017